# 帕克斯冰川
帕克斯冰川（英語：Parks Glacier）是南極洲的冰川，位於瑪麗伯德地，處於執委山脈地區，在1959年由美國地質調查局繪入地圖，現時由南極條約體系管理。